# World Series of Poker 1976
Le World Series of Poker 1976 furono la settima edizione della manifestazione. Si tennero dal 3 al 15 maggio presso il casinò Binion's Horseshoe di Las Vegas.
Il vincitore del Main Event fu Doyle Brunson, al suo primo successo alle WSOP.

## Eventi preliminari
| Evento                                                    | Vincitore     | Premio  | Ultimo giocatore eliminato |
| --------------------------------------------------------- | ------------- | ------- | -------------------------- |
| $2.500 No Limit Hold'em                                   | Howard Andrew | $28.000 | Sconosciuto                |
| $1.000 No Limit Hold'em                                   | Howard Andrew | $23.600 | Sconosciuto                |
| $5.000 Deuce to Seven draw poker con possibilità di Rebuy | Doyle Brunson | $80.250 | Sconosciuto                |
| $1.000 Ace to Five Draw                                   | Perry Green   | $68.300 | Sconosciuto                |
| $1.000 Seven Card Stud Split                              | Doc Green     | $12.750 | Sconosciuto                |
| $500 Seven Card Stud                                      | Johnny Moss   | $13.000 | Sconosciuto                |
| $5.000 Seven Card Stud                                    | Walter Smiley | $35.000 | Sconosciuto                |

## Main Event
I partecipanti al Main Event furono 22. Ciascuno di essi pagò un buy-in di 10.000 dollari.

### Tavolo finale
| Piazzamento | Nome               | Premio   |
| ----------- | ------------------ | -------- |
| 1°          | Doyle Brunson      | $220.000 |
| 2°          | Jesse Alto         | $0       |
| 3°          | Tommy Hufnagle     | $0       |
| 4°          | Crandell Addington | $0       |
| 5°          | Bob Hooks          | $0       |
| 6°          | Sconosciuto        | $0       |